# Małaja Siemionowskaja
Małaja Siemionowskaja (ros. Малая Семёновская) – wieś w Rosji, w rejonie totemskim obwodu wołogodzkiego. W 2002 r. liczyła 5 mieszkańców, a w 2010 r. zamieszkiwały ją 2 osoby.